# Serra do Ramalho
Serra do Ramalho este un oraș în statul Bahia (BA) din Brazilia.